# Потоцкий, Ярослав Станиславович
Граф Ярослав Станиславович Потоцкий (1784—1838) — масон, генерал-майор русской императорской армии (1816), гофмаршал двора (1830).

## Биография
Представитель польского магнатского рода Потоцких герба «Пилява». Второй сын генерала коронной артиллерии и маршала Тарговицкой конфедерации графа Станислава Щенсного Потоцкого (1752—1805) от второго брака с Юзефиной Амалией Мнишек (1754—1798).
Получил домашнее образование. В 1810 году был назначен камер-юнкером императорского двора и подполковником корпуса инженеров путей сообщения, затем находился за границей. В конце 1812 года Ярослав Потоцкий вернулся в Россию и затем до 1816 года был одним из директоров-управляющих корпуса инженеров путей сообщения.
16 мая 1813 года он в чине полковника перешел на военную службу в российскую армию. 4 апреля 1814 года был назначен флигель-адъютантом императора Александра Павловича. 30 августа 1816 года граф Потоцкий получил звание генерал-майора. В январе 1830 года был назначен гофмаршалом императорского двора. 
Граф Ярослав Потоцкий был главным наследником огромного состояния своего отца. В обществе славился своими приемами и чудачествами богатого человека. Скончался в 1838 году в Познани.

## Семья
Жена (с 1810; Вена) — Мария Ржевуская (1786—1848), дочь генерал-майора коронных войск и гетмана польного коронного Северина Ржевуского (1743—1811) от брака его с Констанцией Любомирской (1763—1840). По словам современницы, графиня Потоцкая была «дама умная, образованная и добродетельная. Она пережила своего гуляку мужа, возможно, только для того, чтобы стать щитом для молодой невестки, которую ожидала аналогичная ей судьба, так как сын её, Константин, недалеко ушел от своего отца». В парижском салоне графини часто бывал Шопен, а среди ее поклонников был писатель Ян Потоцкий. Увлекаясь коллекционированием, она собрала великолепную библиотеку. Скончалась в поместье сына в Печере. Потомки её сейчас живут в США и в Кракове. (Это единственные продолжатели линии Станислава Щенсного). 
- Константин (1815—1857), учился в Женеве, владелец поместья Печера, жена — Юзефе фон Тизенгаузен (1824—1849).
- Вацлав (1817—1869)

## Ордена и награды
- Орден Святого Иоанна Иерусалимского
- Орден Святого Владимира 3-й степени (1812)
- Орден Святой Анны 1-й степени (1831)
- Прусский орден «Pour le Mérite» (1814)